# Landorthe
Landorthe település Franciaországban, Haute-Garonne megyében. Lakosainak száma 1028 fő (2022. január 1.). Landorthe Castillon-de-Saint-Martory, Estancarbon, Lieoux, Saint-Gaudens, Saint-Médard és Savarthès községekkel határos.

## Népesség
A település népességének változása:
| Lakosok száma | 181  | 611  | 757  | 908  | 971  | 980  | 991  | 1013 | 1018 | 1028 |
|               | 1968 | 1982 | 1990 | 2006 | 2013 | 2015 | 2017 | 2019 | 2020 | 2022 |